# Irene dos Países Baixos
Irene Ema Isabel dos Países Baixos (Baarn, 5 de agosto de 1939) é uma princesa holandesa, segunda filha da rainha Juliana dos Países Baixos e seu marido, o príncipe consorte Bernardo de Lipa-Biesterfeld, é tia do atual rei dos Países Baixos, Guilherme Alexandre.
Por seu casamento sem a permição da mãe com o príncipe católico Carlos Hugo, Duque de Parma, Irene perdeu seu direito na linha de sucessão ao trono holandês. Ela é conhecida como a "Duquesa Mãe", por ser a mãe do príncipe Carlos Xavier, que é o atual Chefe da Casa Ducal de Parma.

## Biografia
Ela nasceu no Palácio Soestdijk. Seu sobrinho é o atual Rei dos Países Baixos, Guilherme Alexandre. Com poucos meses foi levada para Londres, com toda a família, onde foi batizada. Entre os seus padrinhos estava a rainha Isabel Bowes-Lyon, a rainha-mãe do Reino Unido. Ao tentar embarcar para o Canadá, a família foi bombardeada ainda no porto e a princesa colocada num invólucro à prova de ataque químico. Chegaram a Ottawa exaustos e aí permaneceram até 1945, enquanto a Rainha Guilhermina ficava em Londres a liderar o governo holandês no exílio.
A princesa Irene é uma descendente da princesa Sofia de Hanôver, através de sua bisneta Ana, Princesa Real e Princesa de Orange.
Ela perdeu seus direitos de sucessão ao trono dos Países Baixos e também do Reino Unido, pois sem o consentimento de sua mãe monarca reinante, casou-se com um príncipe católico da Espanha, no verão de 1963 em Roma. A princesa Irene secretamente converteu-se do protestantismo para o catolicismo romano e casou-se com o príncipe Carlos Hugo de Bourbon-Parma, pretendente ao trono de Espanha pelo ramo carlista. Tiveram 4 filhos, divorciaram-se em 1981.

## Títulos e estilos
- '5 de agosto de 1939 - 29 de abril de 1965: Sua Alteza Real a princesa Irene dos Países Baixos, Princesa de Orange-Nassau, Princesa de Lipa-Biesterfeld
- 29 de abril de 1965 - 7 de maio de 1977: Sua Alteza Real a Princesa de Placência
- 7 de maio de 1977 - 7 de janeiro de 1981: Sua Alteza Real a Duquesa de Parma
- 7 de janeiro de 1981 - presente: Sua Alteza Real a princesa Irene dos Países Baixos, Princesa de Orange-Nassau, Princesa de Lipa-Biesterfeld

### Honras

#### Nacionais
- Países Baixos: Grã-cruz da Ordem do Leão dos Países Baixos
  - Cavaleiro da Ordem do Leão Dourado da Casa de Nassau
  - Recipiente da Medalha de Inauguração do rei Guilherme Alexandre
  - Medalha do Casamento Real de 2002
  - Recipiente da Medalha de Inauguração da rainha Beatriz
  - Recipiente do Casamento Real de 1996
  - Recipiente da Medalha de Inauguração da rainha Juliana

#### Estrangeiras
- Austrália: Grã-cruz da Ordem do Mérito da República Austríaca
- Bélgica: Grande Cordão da Ordem de Leopoldo
- Família Imperial do Irã: Dama da 2.° classe do Grande Cordão da Ordem das Plêiades
- México: Grã-cruz da Ordem da Águia Asteca
- Peru: Grã-cruz da Ordem do Sol do Peru
- Tailândia: Cavaleiro do Grande Cordão com Corrente da Ordem de Chula Chom Klao